# Nomada rubricosa
Nomada rubricosa är en biart som beskrevs av Eduard Friedrich Eversmann 1852. Nomada rubricosa ingår i släktet gökbin, och familjen långtungebin. Inga underarter finns listade i Catalogue of Life.